# Đào Huy Vũ
Đào Huy Vũ (1924-1986) là một sĩ quan cấp cao trong Quân đội nhân dân Việt Nam, hàm Thiếu tướng, nguyên là (quyền) Tư lệnh đầu tiên Binh chủng tăng thiết giáp, Trung đoàn trưởng (đầu tiên) Trung đoàn xe tăng (đầu tiên) 202, Phó Tư lệnh rồi Tư lệnh Binh chủng Tăng thiết giáp, Trưởng Khoa thiết giáp Học viện Quân sự cấp cao.

## Thân thế và sự nghiệp
Ông tên thật là Đào Hữu Vỹ, sinh ngày 13 tháng 10 năm 1924, ông lớn lên trong một gia đình nông dân nghèo tại xã Xuân Canh, huyện Đông Anh, thành phố Hà Nội, là cán bộ tiền khởi nghĩa. Ông tham gia Cách mạng từ tháng 6 năm 1942, nhập ngũ tháng 8 năm 1945, được kết nạp Đảng tháng 4 năm 1946 (chính thức tháng 1 năm 1947). 
Lúc còn nhỏ, mặc dù nhà nghèo, nhưng gia đình vẫn cố lo cho ông ăn học. Hiếu học, chăm chỉ học tập, cần cù lao động, ông đỗ bằng certificat của Pháp (tương đương cấp tiểu học bây giờ) và được bổ làm hương sư (thầy giáo làng). Sớm giác ngộ Cách mạng, 18 tuổi, Đào Huy Vũ tham gia vào Đoàn Thanh niên Cứu quốc tại địa phương từ tháng 6 năm 1942. Do hành cảnh gia đình, để có tiền nuôi sống bản thân, đồng thời tiếp tục dấn thân vào con đường giải phóng dân tộc, ông còn tranh thủ đi bán rượu do nhà tự nấu kết hợp với tuyên truyền Cách mạng. Trong một lần đi bán rượu và vận động quần chúng, ông bị nhà đoan (douane – tiếng Pháp: thuế) bắt. 
Tháng 8 năm 1945, Đào Huy Vũ tham gia khởi nghĩa giành chính quyền tại huyện nhà (huyện Đông Anh, ngoại thành Hà Nội).
Tháng 12 năm 1945, ông tình nguyện gia nhập Vệ quốc quân, xung phong Nam tiến, tham gia đánh Pháp ở Mặt trận Tây Nguyên.
Tháng 11 năm 1946, Đào Huy Vũ đã có mặt tại Mặt trận Hà Nội, được điều về làm trung đội trưởng thuộc Tiểu đoàn 5, Trung đoàn Vĩnh Phúc do ông Chu Huy Mân làm trung đoàn trưởng. Từ ngày 19.12.1946, đến tháng 4 năm 1948, ông trưởng thành từ trung đội trưởng đến tiểu đoàn trưởng (của Trung đoàn 66, Đại đoàn 304).
Tháng 10 năm 1953, ông được rút về Bộ Tổng Tham mưu làm trợ lý.
Giữa năm 1955, ông đi học tập bổ túc văn hóa tại Trường Văn hóa Quân đội.
Ngày 24 tháng 8 năm 1956, 2 đoàn cán bộ, chiến sĩ được cử sang Quế Lâm, Trung Quốc đào tạo về tăng thiết giáp. Ông là đoàn trưởng đoàn thứ nhất gồm 55 người học về chỉ huy kỹ thuật và tăng thiết giáp. 
Ngày 5 tháng 10 năm 1959, ông là Trung đoàn trưởng đầu tiên của Trung đoàn 202 (mật danh H02) khi mới thành lập.
Từ ngày 22 tháng 6 năm 1965 đến tháng 9 năm 1971, ông được bổ nhiệm làm Phó Tư lệnh, Ủy viên Thường vụ kiêm quyền Tư lệnh Bộ Tư lệnh Tăng thiết giáp.
Tháng 12 năm 1974, ông là Tư lệnh Binh chủng Thiết giáp.

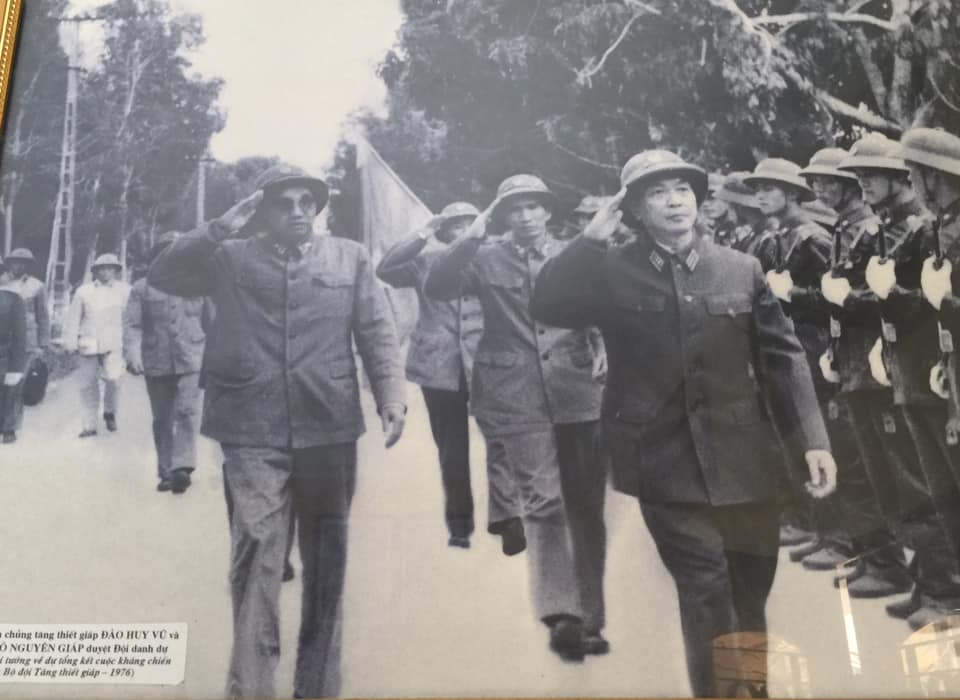
Lễ duyệt binh của binh chủng tăng thiết giáp 1976, đi đầu là Đại tướng Võ Nguyên Giáp và Đại tá Đào Huy Vũ - Tư lệnh Binh chủng

Tháng 9 năm 1978 ông được cử đi học tại Trường Đảng Nguyễn Ái quốc.
Tháng 9 năm 1980 ông được điều về Học viện Quân sự cấp cao (nay là học viện Quốc phòng), là Trưởng khoa Thiết giáp.
Ngày 11 tháng 12 năm 1986, ông mất tại Hà Nội vì bệnh ung thư phổi.
Thiếu tá (1958), Trung tá (1960), Thượng tá (1966), Đại tá (1973), Thiếu tướng (1979).

## Khen thưởng
Huân chương Độc lập hạng Nhì
Huân chương Quân công (hạng Nhất, Hai)
Huân chương Kháng chiến (chống Pháp) hạng Nhất
Huân chương Chiến thắng (chống Pháp) hạng Nhì
Huân chương Kháng chiến chống Mỹ cứu nước hạng Nhất
Huân chương Chiến sĩ vẻ vang (hạng Nhất, Nhì, Ba)
Huy chương Quân kỳ quyết thắng